# 1834
- Wikisource

| Calendário gregoriano                                                        | 1834 MDCCCXXXIV                     |
| Ab urbe condita                                                              | 2587                                |
| Calendário arménio                                                           | 1283 – 1284                         |
| Calendário bahá'í                                                            | -10 – -9                            |
| Calendário budista                                                           | 2378                                |
| Calendário chinês                                                            | 4530 – 4531 Início a 9 de fevereiro |
| Calendário copta                                                             | 1550 – 1551                         |
| Calendário etíope                                                            | 1826 – 1827                         |
| Calendários hindus - Vikram Samvat - Calendário nacional indiano - Cáli Iuga | 1889 – 1890 1755 – 1756 4934 – 4935 |
| Calendário Holoceno                                                          | 11834                               |
| Calendário islâmico                                                          | 1250 – 1251                         |
| Calendário judaico                                                           | 5594 – 5595                         |
| Calendário persa                                                             | 1212 – 1213 Início a 21 de março    |
| Calendário rúnico                                                            | 2084                                |
| Calendário solar tailandês                                                   | 2377                                |

1834 (MDCCCXXXIV, na numeração romana)  foi um ano comum do século XIX do calendário gregoriano, da Era de Cristo, e a sua letra dominical foi E (52 semanas), teve início a uma quarta-feira e terminou também a uma quarta-feira.
| Ano completo                        |
| ----------------------------------- |
| Ano comum com início à quarta-feira |

## Eventos
- 18 de fevereiro — Guerra Civil Portuguesa: Batalha de Almoster
- 22 de abril — É assinada uma Quádrupla Aliança, em Londres, entre Guilherme IV do Reino Unido, Luís Filipe de França, Pedro IV de Portugal e a regente de Espanha Maria Cristina de Bourbon, cujo tratado estabelece impor o regimes liberais nas monarquias da Península Ibérica.
- 16 de maio — Guerra Civil Portuguesa: Batalha de Asseiceira.
- 26 de maio — Fim da guerra civil em Portugal, através da Concessão de Évora Monte, Maria II é recolocada no trono e Miguel I parte para o exílio.
- 30 de maio — No âmbito da "Reforma geral eclesiástica" empreendida pelo Ministro e Secretário de Estado, Joaquim António de Aguiar, por decreto foram extintos todos os conventos, mosteiros, colégios, hospícios e casas de religiosos de todas as ordens religiosas em Portugal.
- 12 de junho — Fundação da Associação Mercantil Lisbonense, que mais tarde seria denominada Associação Comercial de Lisboa.
- 1 de agosto — Abolição da escravatura no Império Britânico.
- 19 de dezembro — Promulgada em Portugal a Lei do Banimento.
- Fim da Inquisição em Espanha.
- Louis Braille introduz o sistema Braille de leitura para cegos
- Com o objetivo de conter as agitações e revoltas provinciais, o governo do Brasil aprovou o Ato Adicional.
- Charles Darwin faz a circum-navegação a bordo do HMS Beagle (1831-1836).
- Conquista de Leh por Zorawar Singh, general do marajá Gulab Singh de Jamu e Caxemira, põe fim definitivo à independência do Ladaque.

## Nascimentos
- 17 de janeiro — August Weismann, biólogo alemão (m. 1914)
- 8 de fevereiro — Dmitri Mendeleiev, criador da primeira tabela periódica dos elementos (m. 1907).
- 17 de março — Gottlieb Daimler, figura chave no desenvolvimento de motores a gasolina e na invenção e desenvolvimento do automóvel.
- 24 de março — William Morris, escritor e designer gráfico inglês (m. 1896).
- 18 de abril — Francisco García Calderón, foi presidente do Peru (m. 1905).
- 28 de abril — Louis Ruchonnet, foi Presidente da Confederação suíça em 1883 (m. 1893).
- 19 de julho — Edgar Degas, pintor impressionista francês (m. 1917).
- 2 de setembro — Josef Zemp, foi Presidente da Confederação suíça em 1895 (m. 1908).
- 16 de dezembro — Léon Walras, economista francês (m. 1910).

## Mortes
- 7 de janeiro — Infanta Maria da Assunção de Portugal, irmã de D. Miguel I e D. Pedro IV (n. 1805)
- 17 de janeiro — Giovanni Aldini, físico italiano (n. 1762)
- 12 de fevereiro — Friedrich Schleiermacher, teólogo alemão (n. 1768)
- 5 de abril — D. Antão José Maria de Almada, 2.º conde de Almada (n. 1801)
- 20 de maio — Marquês de La Fayette, aristocrata e militar francês (n. 1757)
- 7 de agosto — Joseph Marie Jacquard, inventor francês (n. 1752)
- 31 de agosto — Karl Ludwig Harding, astrónomo Alemão (n. 1765)
- 2 de setembro — Thomas Telford, engenheiro escocês (n. 1757)
- 9 de setembro — James Weddell, explorador da Antarctica (n. 1787)
- 24 de setembro — Imperador Pedro I do Brasil, Pedro IV de Portugal (n. 1798)
- 23 de dezembro — Thomas Malthus, economista inglês (n. 1766)

## Por tema
- 1834 na arte
- 1834 no Brasil
- 1834 na ciência
- 1834 na literatura
- 1834 na música